# ラストサマー
『ラストサマー』（原題: I Know What You Did Last Summer）は、1997年のホラー・スリラー映画。脚本は『スクリーム』の脚本担当者ケヴィン・ウィリアムソン。また、この作品はロイス・ダンカンの同名の小説が元になっている部分がある。続編には『ラストサマー2』と、キャストを変更した『ラストサマー3』がある。

## あらすじ
7月4日の夜、ジュリー、ヘレン、バリー、レイの高校生4人は不注意から男性を車ではねてしまう。保身的になり、事件の発覚を恐れた彼らは男性を海に沈め、この事を決して誰にも口外しないと、互いに固く誓いあう。3週間後、新聞に沖で死体が発見されたことが報じられ、ジュリーは罪の意識に苦しむことになる。
それから1年後、大学に進学したジュリーのもとに「去年の夏、何をしたか知っているぞ」（I know what you did last summer）と書かれた手紙が届き、それ以来、あの日の4人の周囲で "かぎツメの男"が徘徊するようになる…

## キャスト
| 役名                           | 俳優                             | 日本語吹替      | 日本語吹替                     |
| 役名                           | 俳優                             | ソフト版        | テレビ朝日版                   |
| ------------------------------ | -------------------------------- | --------------- | ------------------------------ |
| ジュリー・ジェームズ           | ジェニファー・ラブ・ヒューイット | 小林優子        | 大坂史子                       |
| ヘレン・シバース               | サラ・ミシェル・ゲラー           | 三石琴乃        | 渕崎ゆり子                     |
| バリー・ウィリアム・コックス   | ライアン・フィリップ             | 神奈延年        | 置鮎龍太郎                     |
| レイ・ブロンソン               | フレディ・プリンゼ・Jr           | 室園丈裕        | 森川智之                       |
| エルザ・シバース               | ブリジット・ウィルソン           | 深見梨加        | 田中敦子                       |
| マックス                       | ジョニー・ガレッキ               | 藤原啓治        | 遠藤純一                       |
| メリッサ（ミッシー）・イーガン | アン・ヘッシュ                   | 山像かおり      | 唐沢潤                         |
| ベンジャミン・ウィルス         | ミューズ・ワトソン               | 金尾哲夫        | 斎藤志郎                       |
| デヴィッド                     | スチュアート・グリア             | 藤原啓治        | 大川透                         |
| デブ                           | ラスール・ジャン                 | 麻生まどか      | 藤貴子                         |
| ジュリーの母                   | デボラ・ホバート                 | 野沢由香里      | 竹口安芸子                     |
| デヴィッド・フランク・イーガン | ジョナサン・クイント             |                 |                                |
| ハンク                         | ウィリアム・ニーリー             | 青山穣          | 福田信昭                       |
| 司会者                         | J.ドン・ファーガソン             | 稲葉実          | 小山武宏                       |
| 保安官                         | ダン・オルブライト               | 青山穣 乃村健次 | 福田信昭 小山武宏              |
|                                |                                  |                 |                                |
| 演出                           |                                  | 岩見純一        | 清水勝則                       |
| 翻訳                           |                                  | 伊原奈津子      | 武満眞樹                       |
| 調整                           |                                  | 長井利親        | 荒井孝                         |
| プロデューサー                 |                                  | 吉岡恵美子      | 島袋憲一郎 圓井一夫            |
| 製作                           |                                  | ACクリエイト    | ザックプロモーション           |
| 初回放送                       |                                  |                 | 2000年12月3日 『日曜洋画劇場』 |

## 備考
- 『ザ・シンプソンズ』のハロウィンエピソード『ハロウィンスペシャルXII〜呪われた一家〜』に "I Know What You Diddily-Iddily-Did"という言い回しがある。
- スペインのテレビ番組 Sé lo que hicisteis... は、この映画のスペイン語版タイトル "se lo que hicisteis el ultimo verano"の ももじりである。
- 『愛しのアクアマリン』という映画の中で、 登場人物の一人ヘイリーがクレアに "he knows what you did last summer"と言って、クレアの祖父母が経営するbeach hutの従業員のことについて言うという形で、この作品のことが言及されている。
- この映画は『ゴースト 〜天国からのささやき』の 第3シーズン第15話『恐怖の裏にある真実』(原題：Horror Show） という回において、主人公のメリンダ・ゴードンとペインが調べているホラー映画のリストの中にある。ペインがこの映画のタイトルを読み上げて少ししてからメリンダを見た際、読み上げ続ける前にメリンダの片眉が上がっていた。 (なお、そのドラマにメリンダ役で出演しているジェニファー・ラブ・ヒューイットは、この映画で主役を務めた)
- 『最終絶叫計画』のパロディには、この映画と『スクリーム』も含まれている。
- 『ガーフィールド』の本 "Lights, Camera, Hairballs!" では、ガーフィールドのひどい食欲に "I Know What You Ate Last Summer" という名前がつく場面がある。
- ディズニーのシットコム 『レイブン 見えちゃってチョー大変!』のCake Fearという回はこの映画と内容が似ている。
- 『ドーソンズ・クリーク』の第1シーズン The Scare という回の冒頭で、 ドーソンとジョーイがこの映画を見た翌晩に『13日の金曜日』を見ている。
- 本作のプロデューサーの1人、ニール・H・モリッツがプロデュースした1999年公開の映画『クルーエル・インテンションズ』でサラ・ミシェル・ゲラーとライアン・フィリップが義理の姉弟役で再共演している。
- 2002年、本作で共演したサラ・ミシェル・ゲラーとフレディ・プリンゼ・Jrが結婚。

## 受賞・ノミネート
| 年   | 賞                              | カテゴリー                                                                   | 結果       |
| ---- | ------------------------------- | ---------------------------------------------------------------------------- | ---------- |
| 1997 | ASCAP賞                         | Top Box Office Films、ジョン・デブニー                                       | ノミネート |
| 1998 | サターン賞                      | 最優秀ホラー映画                                                             | ノミネート |
| 1998 | Blockbuster Entertainment Award | Favorite Female Newcomer, Favorite Actress, ジェニファー・ラブ・ヒューイット | 受賞       |
| 1998 | Blockbuster Entertainment Award | 助演女優賞 - ホラー映画、サラ・ミシェル・ゲラー                              | 受賞       |
| 1998 | Blockbuster Entertainment Award | 男優賞 - ホラー映画、フレディ・プリンゼ・Jr                                  | ノミネート |
| 1998 | Blockbuster Entertainment Award | 女優賞 - ホラー映画、ジェニファー・ラブ・ヒューイット                        | ノミネート |
| 1998 | Blockbuster Entertainment Award | 助演男優賞、ライアン・フィリップ                                             | ノミネート |
| 1998 | IHG Award                       | 作品賞                                                                       | ノミネート |
| 1998 | MTVムービー・アワード           | 最優秀新人俳優賞、サラ・ミシェル・ゲラー                                     | ノミネート |
| 1998 | Young Artist Award              | 長編映画 - 主演女優賞、ジェニファー・ラブ・ヒューイット                      | ノミネート |